# Inside Daisy Clover
Inside Daisy Clover är en amerikansk dramafilm från 1965 i regi av Robert Mulligan. Filmen är baserad på Gavin Lamberts roman med samma namn från 1963. I titelrollen ses Natalie Wood. Filmen nominerades till fyra Oscars och erhöll två Golden Globes. 

## Handling
Året är 1936 och i Santa Monica bor pojkflickan Daisy Clover, tillsammans med sin excentriska mamma, i en fallfärdig husvagn. Daisy drömmer om att bli skådespelare, och sänder in en låt hon spelat in, i hopp om att bli upptäckt. Vilket hon också blir, men det sätter även igång en rad komplicerade och omtumlande händelser och relationer, för den unga Daisy.

## Rollista i urval
- Natalie Wood – Daisy Clover
- Christopher Plummer – Raymond Swan
- Robert Redford – Wade Lewis
- Ruth Gordon – Lucile Clover
- Roddy McDowall – Walter Baines
- Katharine Bard – Melora Swan
- Peter Helm – Milton Hopwood
- Betty Harford – Gloria Clover Goslett
- John Hale – Harry Goslett
- Harold Gould – polis
- Ottola Nesmith – Dolores
- Edna Holland – Cynara